# Literatura marginal
A literatura marginal, também conhecida como literatura periférica, é um movimento literário brasileiro que emergiu em duas fases distintas: primeiramente na década de 1970, associado à poesia marginal, e posteriormente nos anos 1990, quando foi retomado por autores das periferias urbanas. O termo marginal refere-se tanto à posição alternativa desses escritores em relação ao mercado editorial convencional quanto ao conteúdo que aborda realidades sociais marginalizadas.

## Década de 1970: Poesia Marginal
Na década de 1970, durante o regime militar, surgiu a poesia marginal, caracterizada por sua produção independente e distribuição fora dos canais tradicionais. Autores como Chacal, Ana Cristina Cesar e Cacaso utilizavam mimeógrafos para reproduzir seus trabalhos, evitando a censura e o circuito editorial dominante. Essa produção era marcada por uma linguagem coloquial e temas cotidianos, em oposição ao formalismo literário da época.

## Década de 1990: Renascimento Periférico
Nos anos 1990, o termo literatura marginal ressurgiu associado a autores das periferias urbanas, especialmente de São Paulo. Diferentemente da geração dos anos 1970, esses escritores traziam uma perspectiva mais engajada, retratando a vida nas favelas, a violência urbana, o racismo e a cultura hip-hop. Autores como Ferréz, Sérgio Vaz e Alessandro Buzo ganharam destaque, muitas vezes publicando de forma independente ou por meio de coletivos culturais.
A literatura marginal e periférica apresenta as seguintes características:
- Linguagem informal, muitas vezes incorporando gírias e expressões regionais.
- Temas urbanos, como desigualdade social, violência policial e identidade cultural.
- Conexão com outras expressões artísticas, como grafite, rap e funk.
- Distribuição alternativa, incluindo saraus, slams e editoras independentes.[9][10]

Alguns dos principais autores e obras do movimento incluem:
- Carolina Maria de Jesus – Quarto de Despejo: Diário de uma Favelada (1960)
- Paulo Lins – Cidade de Deus (1997)
- Ferréz – Capão Pecado (2000)
- Sérgio Vaz – Colecionador de Pedras (2006)
- Jeferson Tenório – O Avesso da Pele (2020)

A literatura marginal exerceu influência significativa na cultura brasileira, contribuindo para a valorização de narrativas periféricas no cenário literário nacional, o fortalecimento de coletivos culturais, como a Cooperifa. Além da inclusão de autores marginalizados em políticas públicas de leitura, como o Programa Nacional do Livro Didático (PNLD).
- Literatura Brasileira
- Hip hop brasileiro